# Auribeau
Auribeau é uma comuna francesa na região administrativa da Provença-Alpes-Costa Azul, no departamento de Vaucluse. Estende-se por uma área de 7,5 km². Em 2010 a comuna tinha 74 habitantes (densidade: 9,9 hab./km²).